# 保土ケ谷町 (横浜市)
保土ケ谷町（ほどがやちょう）は、神奈川県横浜市保土ケ谷区の町名。現行行政地名は保土ケ谷町1丁目から保土ケ谷町3丁目（字丁目）。住居表示未実施区域。面積は0.189 km²。

## 地理
保土ケ谷区の南部に位置し、東海道本線と今井川にはさまれた東西約1.7キロメートル（km）の細長い町域を持つ。東から順に1 - 3丁目の字丁目が設けられている。北はJRの線路を挟み霞台・岩崎町・初音ケ丘、南側は今井川を挟み岩井町・瀬戸ケ谷町・狩場町に接する。中央に国道1号が縦断し、2丁目で旧東海道が分かれる。軽部本陣の門や旅籠本金子屋跡など、宿場町の雰囲気を残す建物が残されている。3丁目の樹源寺には、1939年に死去した劇作家の山崎紫紅の墓所がある。

## 歴史
東海道程ヶ谷宿の中心として発展し、現在でも保存された旅籠跡などに雰囲気が残る。1889年（明治22年）4月1日に町村制の施行により橘樹郡保土ケ谷町が成立し、保土ケ谷はその大字となる。保土ケ谷町地誌によると、1891年（明治24年）の戸数は279、人口は男性648人、女性655人であった。1927年（昭和2年）4月1日に自治体としての保土ケ谷町は横浜市に編入され、大字保土ケ谷は横浜市保土ケ谷町となる。1932年に一部を帷子町・神戸上町に編入するとともに、神戸上町の一部を編入。1940年には保土ケ谷町の一部が法泉町・境木町・権太坂・狩場町・藤塚町・初音ケ丘・岩崎町・瀬戸ケ谷町・霞台・月見台・桜ケ丘となるとともに、岩間上町の一部を編入した。

## 世帯数と人口
2025年（令和7年）6月30日現在（横浜市発表）の世帯数と人口は以下の通りである。
| 丁目            | 世帯数    | 人口    |
| --------------- | --------- | ------- |
| 保土ケ谷町1丁目 | 1,133世帯 | 1,719人 |
| 保土ケ谷町2丁目 | 157世帯   | 296人   |
| 保土ケ谷町3丁目 | 171世帯   | 352人   |
| 計              | 1,461世帯 | 2,367人 |

### 人口の変遷
国勢調査による人口の推移。
| 年                 | 人口  |
| ------------------ | ----- |
| 1995年（平成7年）  | 2,091 |
| 2000年（平成12年） | 2,037 |
| 2005年（平成17年） | 1,945 |
| 2010年（平成22年） | 1,963 |
| 2015年（平成27年） | 2,143 |
| 2020年（令和2年）  | 2,225 |

### 世帯数の変遷
国勢調査による世帯数の推移。
| 年                 | 世帯数 |
| ------------------ | ------ |
| 1995年（平成7年）  | 929    |
| 2000年（平成12年） | 1,004  |
| 2005年（平成17年） | 977    |
| 2010年（平成22年） | 1,014  |
| 2015年（平成27年） | 1,159  |
| 2020年（令和2年）  | 1,258  |

## 学区
市立小・中学校に通う場合、学区は以下の通りとなる（2024年11月時点）。
| 丁目            | 番地 | 小学校             | 中学校             |
| --------------- | ---- | ------------------ | ------------------ |
| 保土ケ谷町1丁目 | 全域 | 横浜市立岩崎小学校 | 横浜市立岩崎中学校 |
| 保土ケ谷町2丁目 | 全域 | 横浜市立岩崎小学校 | 横浜市立岩崎中学校 |
| 保土ケ谷町3丁目 | 全域 | 横浜市立岩崎小学校 | 横浜市立岩崎中学校 |

## 事業所
2021年（令和3年）現在の経済センサス調査による事業所数と従業員数は以下の通りである。
| 丁目            | 事業所数 | 従業員数 |
| --------------- | -------- | -------- |
| 保土ケ谷町1丁目 | 29事業所 | 220人    |
| 保土ケ谷町2丁目 | 19事業所 | 138人    |
| 保土ケ谷町3丁目 | 19事業所 | 118人    |
| 計              | 67事業所 | 476人    |

### 事業者数の変遷
経済センサスによる事業所数の推移。
| 年                 | 事業者数 |
| ------------------ | -------- |
| 2016年（平成28年） | 72       |
| 2021年（令和3年）  | 67       |

### 従業員数の変遷
経済センサスによる従業員数の推移。
| 年                 | 従業員数 |
| ------------------ | -------- |
| 2016年（平成28年） | 401      |
| 2021年（令和3年）  | 476      |

## 施設
- 横浜保土ヶ谷三郵便局[18]
- 保土ケ谷警察署 保土ケ谷橋交番
- 妙秀山樹源寺

## その他

### 日本郵便
- 郵便番号 : 240-0021[3]（集配局：保土ヶ谷郵便局[19]）

### 警察
町内の警察の管轄区域は以下の通りである。
| 丁目            | 番・番地等 | 警察署         | 交番・駐在所   |
| --------------- | ---------- | -------------- | -------------- |
| 保土ケ谷町1丁目 | 全域       | 保土ケ谷警察署 | 保土ケ谷橋交番 |
| 保土ケ谷町2丁目 | 全域       | 保土ケ谷警察署 | 保土ケ谷橋交番 |
| 保土ケ谷町3丁目 | 全域       | 保土ケ谷警察署 | 元町橋交番     |